# Nazitysklands rangordning
Nazitysklands rangordning  visar tjänsteställningen i de viktigaste partiorganisationerna samt Reichsarbeitsdienst i Nazityskland i jämförelse med de militära tjänstegraderna. 
| Wehrmacht                                   | SS Waffen-SS                                   | SA                                              | RAD                      | HJ                       | DJ                      | BDM                  | Jungmädel                | NSDAP                                        |
| ------------------------------------------- | ---------------------------------------------- | ----------------------------------------------- | ------------------------ | ------------------------ | ----------------------- | -------------------- | ------------------------ | -------------------------------------------- |
| –                                           | –                                              | –                                               | –                        | –                        | –                       | –                    | –                        | Führer Adolf Hitler                          |
| Reichsmarschall Hermann Göring              | –                                              | –                                               | –                        | –                        | –                       | –                    | –                        | –                                            |
| Generalfeldmarschall                        | Reichsführer-SS                                | -                                               | Reichsarbeitsführer      | Reichsjugendführer       | –                       | –                    | –                        | Reichsleiter                                 |
| Generaloberst                               | SS-Oberst-Gruppenführer                        | Chef des Stabes der SA                          | Generaloberstfeldmeister | Stabsführer              | –                       | –                    | –                        | Gauleiter                                    |
| General                                     | SS-Obergruppenführer                           | SA-Obergruppenführer                            | Generalfeldmeister       | Obergebietsführer        | –                       | Obergauführerin      | Reichsreferentin         | Hauptbefehlsleiter                           |
| Generalleutnant                             | SS-Gruppenführer                               | SA-Gruppenführer                                | Obergeneralarbeitsführer | Gebietsführer            | –                       | Gauführerin          | Gebietsmädelführerin     | Oberbefehlsleiter                            |
| Generalmajor                                | SS-Brigadeführer                               | SA-Brigadeführer                                | Generalarbeitsführer     | Hauptbannführer          | -                       | –                    | Hauptmädelführerin       | Befehlsleiter                                |
| -                                           | SS-Oberführer                                  | SA-Oberführer                                   | Oberführer               | –                        | Oberbannführer          | –                    | –                        | Hauptdienstleiter                            |
| –                                           | –                                              | –                                               | –                        | –                        | –                       | –                    | –                        | Oberdienstleiter                             |
| –                                           | –                                              | –                                               | –                        | –                        | –                       | –                    | –                        | Dienstleiter                                 |
| Oberst                                      | SS-Standartenführer                            | SA-Standartenführer                             | Oberstarbeitsführer      | Bannführer               | –                       | Untergauführerin     | Bannmädelführerin        | Hauptbereichsleiter (Kreisleiter)            |
| Oberstleutnant                              | SS-Obersturmbannführer                         | SA-Obersturmbannführer                          | Oberarbeitsführer        | Oberstammführer          | Oberjungstammführer     | –                    | –                        | Bereichsleiter                               |
| Major                                       | SS-Sturmbannführer                             | SA-Sturmbannführer                              | Arbeitsführer            | Stammführer              | Jungstammführer         | Mädelringführerin    | Ringführerin             | Hauptabschnittsleiter                        |
| –                                           | –                                              | –                                               | –                        | Hauptgefolgschaftsführer | Hauptfähnleinführer     | –                    | Hauptgruppenführerin     | Oberabschnittsleiter                         |
| –                                           | –                                              | –                                               | –                        | Obergefolgschaftsführer  | Oberfähnleinführer      | –                    | –                        | Abschnittsleiter                             |
| –                                           | –                                              | –                                               | –                        | –                        | –                       | –                    | –                        | Hauptgemeinschaftsleiter (Ortsgruppenleiter) |
| –                                           | –                                              | –                                               | –                        | –                        | –                       | –                    | –                        | Obergemeinschaftsleiter                      |
| –                                           | –                                              | –                                               | –                        | –                        | –                       | –                    | –                        | Gemeinschaftsleiter                          |
| Hauptmann                                   | SS-Hauptsturmführer                            | SA-Sturmhauptführer 1939/40 SA-Hauptsturmführer | Oberstfeldmeister        | Hauptgefolgschaftsführer | Fähnleinführer          | Mädelgruppenführerin | Jungmädelgruppenführerin | Haupteinsatzleiter                           |
| Oberleutnant                                | SS-Obersturmführer                             | SA-Obersturmführer                              | Oberfeldmeister          | Obergefolgschaftsführer  | Oberjungzugführer       | –                    | –                        | Obereinsatzleiter                            |
| Leutnant                                    | SS-Untersturmführer                            | SA-Sturmführer                                  | Feldmeister              | Gefolgschaftsführer      | Jungzugführer           | Mädelscharführerin   | Jungmädelscharführerin   | Einsatzleiter                                |
| Stabsfeldwebel                              | SS-Sturmscharführer                            | SA-Haupttruppführer                             | Unterfeldmeister         | –                        | –                       | –                    | –                        | Hauptbereitschaftsleiter                     |
| Oberfeldwebel                               | SS-Hauptscharführer                            | SA-Obertruppführer                              | Obertruppführer          | Oberscharführer          | –                       | –                    | –                        | Oberbereitschaftsleiter                      |
| Feldwebel                                   | SS-Oberscharführer                             | SA-Truppführer                                  | Truppführer              | Scharführer              | –                       | –                    | –                        | Bereitschaftsleiter                          |
| Unterfeldwebel                              | SS-Scharführer                                 | SA-Oberscharführer                              | –                        | Oberkameradschaftsführer | Oberjungenschaftsführer | –                    | –                        | Hauptabteilungsleiter                        |
| Unteroffizier                               | SS-Unterscharführer                            | SA-Scharführer                                  | Untertruppführer         | Kameradschaftsführer     | Jungenschaftsführer     | Mädelschaftsführerin | Jungmädelschaftsführerin | Oberabteilungsleiter                         |
| Stabsgefreiter                              | –                                              | –                                               | Hauptvormann             | –                        | –                       | –                    | –                        | Arbeitsleiter                                |
| Obergefreiter                               | SS-Rottenführer                                | SA-Rottenführer                                 | Obervormann              | Oberrottenführer         | Oberhordenführer        | –                    | –                        | Oberhelfer                                   |
| Gefreiter                                   | SS-Sturmmann                                   | SA-Obersturmmann                                | Vormann                  | Rottenführer             | Hordenführer            | –                    | –                        | Helfer                                       |
| Ober...(-schütze, -jäger, -grenadier, etc.) | SS-Ober...(-schütze, -jäger, -grenadier, etc.) | SA-Sturmmann                                    | –                        | –                        | –                       | –                    | –                        | –                                            |
| Soldat                                      | SS-Mann                                        | SA-Mann                                         | Arbeitsmann              | Hitlerjunge              | Pimpf                   | BDM-Mädel            | Jungmädel                | Anwärter                                     |